# Furud

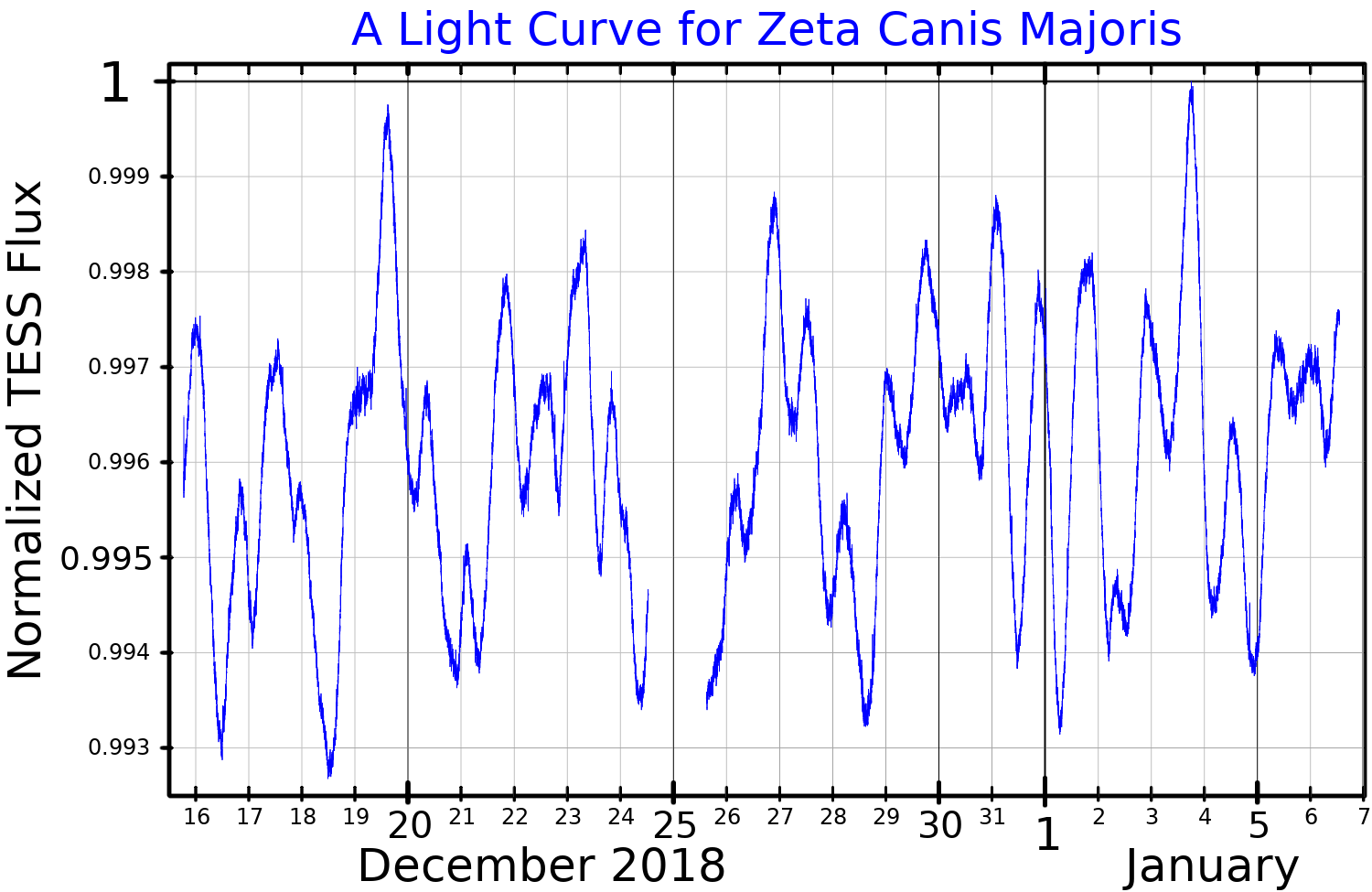
Lichtkromme van Furud

Furud (zeta Canis majoris) is een ster met schijnbare magnitude 3,02 in het sterrenbeeld Grote Hond (Canis Major). De hoofdreeksster met spectraalklasse B2.5V heeft een afstand van 362 lichtjaar. Het is een langzaam pulserende B-type ster. In 1906 ontdekte George Frederick Paddock dat Furud een spectroscopische dubbelster is. De twee sterren hebben een periode van 675 dagen. 

## Culminatie van Zeta Canis Majoris
Vanuit de Benelux gezien klimt deze ster, gedurende de culminatie ervan, tot 9 graden boven de zuidelijke horizon. Zeta Canis Majoris culmineert samen met de zich 12 graden noordelijker bevindende ster Beta Canis Majoris (Mirzam). Zeta Canis Majoris kan dienst doen als gidsster om de sterren Delta en Kappa Columbae op te sporen die respectievelijk tot 5 en een halve graad, en 4 graden boven de zuidelijke horizon klimmen.